# Красная планета (роман)
«Кра́сная плане́та: Ма́льчик-колони́ст на Ма́рсе» (англ. Red Planet: A Colonial Boy on Mars) — научно-фантастический роман Роберта Хайнлайна из его серии романов для юношества (третий, опубликованный в серии), главными героями которого являются двое подростков из марсианской школы-интерната. Впервые вышел в свет в 1949 году с рядом издательских изменений, входя в число четырёх романов Хайнлайна, сокращённых по требованию редакторов и цензуры. Изменения, которые требовала редактор Элис Далглиш, оказались настолько велики, что Хайнлайн даже требовал поставить её имя на обложку как соавтора. После смерти Хайнлайна издательством Del Rey Books в 1990 году была издана первоначальная версия книги.
В двух редакциях романа основная фабула оставалась неизменной. Общество Марса — это высокотехнологический фронтир XXI века, причём отношения между земной метрополией и колонистами отсылают к событиям Американской революции XVIII века: в финале люди на Марсе объявляют Декларацию автономии. В центре повествования — двое земных подростков, не стерпевших утеснения со стороны школьной администрации. Их конфликт с начальством гораздо более серьёзен: из-за суровых марсианских зим колонисты вынуждены каждый марсианский год переезжать из Северного полушария в Южное и обратно. Теперь администрация хочет заставить их зимовать на месте, чтобы не тратиться на строительство новых поселений для вновь прибывающих переселенцев. Марс населён невероятно древней и могущественной расой, которая почти не вмешивается в дела землян. В конце концов благодаря дружбе подростка Джима с юной особью марсианина, которую он называет «Виллис», марсиане решают поддержать восставших колонистов.
В 1994 году телеканал Fox Kids выпустил трёхсерийный анимационный фильм «Красная планета», сюжет которого оказался сильно изменён по сравнению с романом-прототипом. Действие перенесено на планету Нью-Арес, существенно поменялись её обитатели (они невидимы) и сам Виллис.

## Сюжет
Роман состоит из четырнадцати глав, обозначенных либо именем главного персонажа (главы 1 и 14 — «Виллис»), либо обстоятельствами места (глава 4 «Академия имени Лоуэлла») или действия (глава 6 «Побег», глава 9 «Политика»). Время действия — примерно 2020-е годы, так как один из героев утверждает, что люди колонизируют Марс уже более пятидесяти лет, а в первоначальной версии романа «Космический кадет» первый полёт на Марс состоялся в 1970 году.
Двое приятелей-подростков из семей марсианских колонистов — Джим Марло и Фрэнк (Фрэнсис) Саттон — отправляются на учёбу в Академию имени Лоуэлла в экваториальном поселении Малый Сырт. Джим берёт с собой домашнего питомца из местной фауны — «попрыгунчика» Виллиса, имеющего размер с волейбольный мяч, интеллект человеческого ребёнка и абсолютную память на услышанные звуки, которым он отлично умеет подражать. В районе промежуточной станции по пути к академии ребята посещают древний марсианский город, где знакомятся с марсианами и участвуют в ритуале «поднесения воды», становясь таким образом назваными братьями марсианина по имени Гекко. В школе Джим сразу же вступает в конфликт с новым директором Хоу, который пытается устанавливать диктаторские порядки и конфискует Виллиса из-за запрета на домашних животных. Джим и Фрэнк вызволяют Виллиса из директорского кабинета, после чего попрыгунчик воспроизводит два услышанных им разговора между Хоу и колониальным администратором Марса Бичером, из которого узнаю́т, что Лондонский зоопарк заплатил бы крупную сумму за марсианского попрыгунчика. Кроме того, Бичер планирует отменить ежегодные миграции колонистов из Северного в Южное полушарие, заставив их зимовать в тяжелейших условиях и морозах ниже ста градусов по Цельсию. Мальчики бегут из академии, чтобы предупредить родителей.
Ребята быстро продвигаются на коньках по замёрзшему марсианскому каналу, хотя до дома ещё многие сотни и тысячи миль. Во время дороги Фрэнк забывает налить воды в маску для лица и тяжело заболевает марсианским катаром; вдобавок Фрэнку и Джиму пришлось заночевать в кочане марсианской капусты, чтобы не замёрзнуть ночью на открытом воздухе. За беглецами ведётся погоня, но мальчиков спасают их марсианские друзья, которые принимают их из-за отношения Джима к Виллису и водной дружбы с Гекко. Марсиане лечат Фрэнка и отправляют их домой на скоростном «метро», о существовании которого земляне не подозревали. После предупреждения отец Джима быстро организует миграцию, надеясь застать Бичера врасплох. Колонисты добираются до Малого Сирта и временно поселяются в школе-интернате. Хоу запирается в своём кабинете, а Бичер берёт в осаду здание школы, при попытке покинуть его были убиты несколько безоружных колонистов. Осаждённым ничего не остаётся, как дать отпор, они организовывают ночную вылазку, участие в которой принимают и Джим с Фрэнком. Они захватывают Бичера в его офисе, провозгласив автономию Марса. На зов Джима о помощи являются несколько марсиан, которые заставляют Хоу и Бичера — обидчиков Виллиса — бесследно исчезнуть. Кризис достигает апогея: пятьдесят лет марсиане лишь терпели людей на своей планете, не особенно обращая на них внимание, но угроза Виллису заставила их пересмотреть свои взгляды. Колонистам приказано покинуть планету немедленно, неважно каким способом. В переговоры вступает эксцентричный доктор Макрей, и, благодаря желаниям самого Виллиса, крепко подружившегося с Джимом, колонистам разрешено остаться. Макрей озвучивает свою гипотезу о марсианах: на разных этапах жизненного цикла они метаморфируют в три разных жизненных формы. Начиная жизнь как попрыгунчики, наподобие Виллиса, далее они превращаются во взрослых, а затем переходят во внетелесное существование, делаясь почти всемогущими «Стариками». В общении с одним из них доктор Макрей долго разбирался, какое сейчас тысячелетие на дворе и видел на глобусе Марса этапы строительства каналов. В конце концов Джиму остаётся лишь смириться с тем, что Виллис покинет его и начнёт взрослую жизнь, но доктор не смог сказать ему, что перерождение Виллиса во взрослого марсианина займёт сорок земных лет. Супруги Марло и Макрей рассуждают о принятии Декларации автономии, ибо «отношения с марсианами оказались в десять раз сложнее, чем мы считали, и управлять нами на расстоянии теперь нереально».

## История создания и публикации

### Предыстория
В июне 1948 года у Роберта Хайнлайна застопорился голливудский проект фильма на космическую тематику, режиссёром которого намечалось пригласить Фрица Ланга. Писатель заинтересовался дайвингом, что было ему необходимо для зарождавшегося замысла фантастического романа о жизни под водой. Однако лёгкий резиновый скафандр сильно стеснял движения, и во время одного из погружений Хайнлайн получил удар по затылку и разбил нос, и едва не захлебнулся. Инструктор вовремя вытащил его за трос из-под лодки. 19 августа писатель писал редактору Джону Кэмпбеллу, что «…у меня есть живые эмоциональные ощущения человека, побывавшего в старой доброй научно-фантастической передряге, когда в космическом скафандре заканчивается воздух…» В письме редактору издательства «Скрибнер» Элис Далглиш 21 сентября 1948 года Хайнлайн упоминал следующее фантастическое допущение (англ. postulate of the story) будущего романа «Подводные ковбои»: «продолжавшееся истощение почвы и непрерывное увеличение популяционного давления вынудят род человеческий повернуться к океану — в качестве главного источника пищевых продуктов. Используя это допущение, я смогу изобразить семью фермеров океана, все её члены изо дня в день опускаются под воду, так же небрежно, как ковбои с западных ранчо взбираются поутру на своих лошадей». Мисс Далглиш в ответе от 6 октября предостерегла автора от чрезмерного увлечения техническими подробностями и рекомендовала добавить в повествование девочку — хотя бы ради эксперимента: два предыдущих «мальчиковых» романа Хайнлайна, судя по письмам в редакцию, заинтересовали и юных читательниц. В октябре Роберт попытался освоить акваланг, но его жена Вирджиния решительно воспротивилась слишком рискованному увлечению. В ноябрьском номере Astounding вышел обзор-мистификация выпуска 1949 года («письмо из будущего»), что очень заинтересовало Хайнлайна, который предложил сделать мистификацию реальностью, заказав указанные в обзоре произведения указанным там же авторам. Хайнлайну приписали заголовок рассказа Gulf («Залив»/«Бездна»), и название позволяло использовать уже наработанный океанский материал. Однако работа так и не пошла, и тогда Роберт обратился к Вирджинии: супруга поставляла потенциальные сюжетные идеи, которые Хайнлайн оценивал на предмет осуществимости. Одной из первых стала история о космическом Маугли, человеческом детёныше, воспитанном инопланетянами, которая должна была плавно перетечь в сатиру с обличением пороков человеческого общества. В принципе данный сюжет годился и для Scribner’s, хотя детской серии был «не по росту», как потом писал сам Хайнлайн. В итоге замысел был отложен, хотя спустя двенадцать лет из него «пророс» роман «Чужак в чужой стране».

### Скандал 1949 года
18 ноября 1948 года Р. Хайнлайн отправил синопсис будущего романа о Марсе своему литературному агенту Лертону Блассингейм, упомянув также, что планирует завершить роман к 31 января 1949 года. Э. Далглиш синопсис одобрила, написание текста началось 26 декабря. Однако писатель в основном размышлял о «марсианском Маугли», текст подросткового романа продвигался с трудом и казался Хайнлайну скучным. Тем не менее работу удалось завершить в срок. В конце февраля 1949 года из издательства пришёл категорический отказ в приёме рукописи, оригинал которого не сохранился. Хайнлайн сильно разозлился, что следует из письма 4 марта Л. Блассингейм. Из этого письма, в частности, можно узнать, насколько тщательно писатель прорабатывал детали, которые играют в сюжете второ- и третьестепенную роль:

 Как образец научной фантастики, «Красная Планета» — намного более сложная и намного более тщательно проработанная вещь, чем любая из двух предыдущих книг. В тех книгах было немножко откровенно школьной астрономии, на уровне неполной средней школы, и некое сфальсифицированное машиностроение, которое выглядело убедительно лишь потому, что я — инженер-механик и умею сыпать терминами. В этой книге, напротив, имеется обширная база знаний, тщательно подобранная из дюжины различных наук, более сложных и серьёзных, чем описательная астрономия или теория реактивных двигателей. Возьмём только один небольшой эпизод, в котором пустынная капуста перестала сжиматься вокруг ребят, когда Джим включил свет. Гелиотропное растение поведёт себя именно так… Я не пытался разжевать читателям механику гелиотропизма или причины её развития на Марсе, потому что она [Элис Далглиш] сильно настаивала, чтобы текст получился «не слишком техническим».

Прежде чем вставить в текст этот эпизод, я вычислил площадь поверхности, покрытой хлорофиллом, необходимую для того, чтобы мальчики пережили ночь в самой сердцевине растения, и подсчитал, сколько лучистой энергии для этого потребуется.
Претензии Э. Далглиш были самыми разнообразными, в том числе отражающими пуританскую мораль 1940-х годов: в жилых помещениях (даже в школьном общежитии) марсианские колонисты пользуются минимумом одежды, неуместным казалось упоминание туалета через коридор от комнаты Джима, и так далее. Хайнлайн более всего возмущался «грязными мыслями относительно Виллиса». Причиной тому был экзотический метаморфизм аборигенов Красной планеты: Виллис — это «нимфа», способное к размножению молодое создание, которая в пещере марсианского города Циния отложила россыпь яиц прямо на постели Джима. Условно говоря, это существо женского пола, тогда как взрослые марсиане — только мужского пола. В финале романа взаимоотношения Виллиса и Джима оказались для марсиан настолько важны, что они пересмотрели своё отношение к человеческой расе и отказались от немедленной депортации землян. Эпизод с откладыванием яиц вызвал неприятие бета-ридера редакции фантастики, библиотекаря Маргарет Скоггинс, которая в целом очень высоко оценивала роман. Э. Далглиш переслала свои претензии через Л. Блассингейма, вызвав раздражённое письмо Хайнлайна от 15 марта. Как отмечал С. В. Голд, судя по материалам этой переписки, Хайнлайн так и не понял, что имеет дело с серьёзной коммерческой системой. Издательство Scribner’s не рисковало на свободном рынке, работая с оптовым заказчиком в лице Американской библиотечной ассоциации (АБА), которая формировала рекомендательные и запретительные списки, служившими для руководства публичными, школьными и муниципальными библиотеками США. Для библиотек предназначались library binding — издание в твёрдом переплёте, но без суперобложки, рисунок которой воспроизводился на переплёте. Библиотечные тиражи печатались на плотной бумаге, которая меньше истрёпывалась и разорвать которую было нелегко даже взрослому человеку; себестоимость их, однако, была ниже коммерческих изданий. В результате у Scribner’s в книжные магазины уходила небольшая часть тиража, что и порождало дефицит детских книг Хайнлайна, на который ему жаловались знакомые. До начала 1980-х годов негативные рецензии в журнале Библиотечной ассоциации были сродни чёрной метке, закрывавшей книге возможность распространения через библиотечную сеть.

До скандала вокруг «Красной планеты» Хайнлайн не понимал, что его покупатели — вовсе не Джонни или Томми, заработавшие пару долларов на стрижке газонов, и заглянувшие в книжный магазин после уроков. На самом деле это были миссис Форбид и мистер Дисэйбл, которые считали что Джонни и Томми нужны не опасности и приключения, но дисциплина и послушание. А в первую очередь — строгая мораль и правильные нравственные установки.
Американская библиотечная ассоциация являлась полноценным цензурным инструментом, поскольку в её бюллетенях печатались списки произведений, попавших под судебные запреты или вызвавших громкие протесты родителей или учителей. АБА и сама присваивала книгам статус «проблемных», над чем работали внутренние эксперты. Сверх того, цензурой занималось множество иных организаций, включая попечительские советы школ и библиотек, муниципальные управления образования, таможня и почтовая служба США, президентская Комиссия по непристойности и порнографии, и частные ассоциации Нью-Йорка и Бостона (Лига чистых книг), и даже Дочери Американской революции. Иными словами, Элис Далглиш не вредила Хайнлайну сознательно, а стремилась не допустить ситуации, чтобы книга вызвала негативную реакцию эксперта из любой из перечисленных организаций, что могло в худшем из вариантов привести к изъятию и уничтожению тиража. Основной доход издательство получало от оптовых библиотечных заказов, а не розничной продажи. Роберт Хайнлайн же «видел в редакторе не союзника, совместно с которым можно искать решение проблем, а Цербера, вставшего на пути между ним и читателями».

### Цензурные правки и выход в свет
Литературный агент Лертон Блассингейм самостоятельно сравнил утверждённый издательством синопсис и текст рукописи Хайнлайна, не найдя между ними расхождений. В конце концов Блассингейму удалось добиться следующего компромисса: Хайнлайн вносит правки по замечаниям бета-ридера Скоггинс, а прочие претензии снимаются. В письме от 18 марта литературный агент убеждал Хайнлайна, что книга должна попасть в рекомендованный библиотечный список. 24 марта писатель сдался и велел договариваться о контракте, а также просил максимально подробных инструкций по сокращениям и изменениям (в том числе лишения Виллиса пола):

Я полностью капитулирую. Я буду выхолащивать проклятую вещь любыми способами, как она пожелает. Но я надеюсь, что Вы продолжите теребить её, чтобы она всё же не уходила от конкретики, и отслеживала изменения сюжета, когда она требует удалить какой-нибудь специфический фактор.
В списке поправок были и глубоко принципиальные для Хайнлайна моменты, касающиеся оружия в руках подростков. В этом плане позиции редактора Э. Далглиш и бета-ридера М. Скоггинс полностью совпали, но с точки зрения писателя, это обессмысливало сюжет, ибо «какая же революция может совершиться силами невооружённых людей?». В итоге «марсианским колонистам пришлось позабыть привычку ходить по дому в одних трусах, но за это их детям вернули обратно стволы». Хватало и требований о «гладкости» языка, облагораживания «неряшливой речи», удаления жаргонизмов и лишних междометий. Хайнлайн в частном письме предельно откровенно обозначил формулу исправлений: «сделать мир безопасным для дебилов». Согласование правок шло до конца марта, и 18 апреля писатель писал Блассингейму, что переработанная версия будет готова к концу месяца. На следующий день Хайнлайн уведомлял Э. Далглиш, что результатами работы не удовлетворён, но редакция вольна сделать любые дополнительные правки. Отредактированная рукопись была принята редакцией 29 апреля 1949 года.
Роберт Хайнлайн считал, что не имеет право выпускать роман под собственным именем и предложил использовать один из своих журнальных псевдонимов «Лайл Монро», предназначенный для тех произведений, которые считал слабыми. Для издательства это было неприемлемым, так как успех предыдущих произведений Хайнлайна сделал его фамилию брендом. Тогда Хайнлайн предложил поставить на обложке имя Элис Далглиш либо как соавтора, либо как редактора (Вирджиния Хайнлайн утверждала, что предложение было сделано Робертом по телефону). 9 мая он писал литагенту Блассингейму: «Мне очень не хочется просто сидеть и смотреть, как под моим собственным именем выходит нечто, содержащее суждения, в которые я не верю, и даже не попытаться разделить за это ответственность с мисс Далглиш». 17 мая Роберт даже попытался подать жалобу в издательство, ибо на выходе получилась «не история Хайнлайна; она была денатурирована и лишена зубов». Летом 1949 года книжное издание вышло в свет.

## Литературные особенности

### Название. Место романа в творчестве Р. Хайнлайна
Несмотря на многочисленность фантастических произведений о Марсе в конце XIX — первой половине XX века, сочетание «Красная планета» использовалось сравнительно редко. С. В. Голд объяснял эту тенденцию тем, что космические расстояния были недосягаемы, а Марс чаще всего описывался как «звезда», вместилище мудрости древних цивилизаций и высшего разума. В 1929 году Эдгар Берроуз опубликовал журнальный вариант повести «Картер с Красной планеты»: в его брутальном литературном мире слово «планета» носило и предметное значение. Хайнлайн использовал сочетание «Красная планета» впервые за долгие годы; вполне вероятно, что из уважения к Берроузу, которого глубоко почитал. В первом издании 1949 года роман вышел с подзаголовком «Мальчик-колонист на Марсе», которое опускалось в последующих американских и прочих изданиях и переводах. Хайнлайн несколько раз использовал подзаголовки для своих романов: в 1938 году был закончен его первый роман «Нам, живущим» (For Us, The Living: A Comedy of Customs), опубликованный только через много лет после кончины писателя. До «Красной планеты» подзаголовком оснащался только рассказ «Уолдо» (Waldo: Genius in Orbit, 1942), а после — романы «Марсианка Подкейн» (Podkayne Of Mars: Her Life And Times, 1963), «Иов» (Job: A Comedy Of Justice, 1984) и «Кот, проходящий сквозь стены» (The Cat Who Walks Through Walls: A Comedy Of Manners, 1985). Удовлетворительных объяснений использованию длинных заглавий не существует, между собой эти произведения ничем не связаны.
Алексей Паншин причислял «Красную планету», как и все ювенильные романы Хайнлайна, ко второму периоду его творчества, который обозначал как «период успеха». Данный период начался от возвращения его в литературу после войны и завершается романом 1958 года «Имею скафандр — готов путешествовать». Для этого периода характерно полное овладение всем арсеналом писательского мастерства, что позволяло Роберту Хайнлайну создавать первоклассные произведения. Критик не мог однозначно ответить на вопрос, являлась ли детская литература выражением истинного призвания Хайнлайна, или же жёсткие редакционные и жанровые рамки заставляли его демонстрировать наиболее выигрышные стороны своего дарования. Именно в период 1947—1958 годов писатель переключился на крупную форму и стал писать романы, тогда как в 1939—1942 годах у Хайнлайна в разных периодических изданиях вышло 28 рассказов — фэнтезийных и научно-фантастических, и ни одной книги.

### Трансформация реальности и фантастический мир
В случае с романом «Красная планета» Хайнлайн, связанный контрактом, начинал работу, не имея центральной сюжетной идеи. Претекстом в итоге сделалась повесть Дж. Уильямсона и М. Брейера «Рождение новой республики» (Amazing Stories Quarterly, 1931); с Уильямсоном в предыдущем десятилетии дружил и сам Роберт. Сюжет «Рождения новой республики» базировался на простейшей аналогии: «освоение Америки — освоение Луны» с последующей войной за независимость колонии от метрополии. Однако, чтобы избежать прямых параллелей, Хайнлайн поставил в центр сюжета взросление подростка, вынужденного решать сложные проблемы вне опеки и защиты родителей. Исследователь С. В. Голд отмечал, что сюжет о подростках на фоне революции весьма выигрышный, его использовал Гюго и «прекрасно справился». Впрочем, перенос коллизии на Марс сразу же создавал множество сюжетных нестыковок, которые постоянно отмечались критиками. Например, сомнительной выглядела идея о непрерывных перекочёвках колонистов из северных полярных широт Марса в южные, если на экваторе можно жить круглогодично. Совершенно не рассматривалась экономика марсианских колоний и вообще обходился стороной вопрос, как будут выживать колонисты после конфликта с земной Компанией без поставок из метрополии. «…Марсианская революция свелась к написанию Декларации Независимости, а все вопросы о собственности Компании, о её праве распоряжаться своей недвижимостью и инвестициями были деликатно заметены под коврик. В „Луне — суровой хозяйке“ Хайнлайн… учёл опыт „Красной планеты“ и подробно обосновал экономические предпосылки независимости лунных колоний».
События «Красной планеты» были вписаны в глобальную схему «Истории будущего», но к тому времени Хайнлайн не заботился о точной связке сюжетных линий. Время действия С. В. Голд относил к 2020-м годам, основываясь на словах доктора Макрея из финальной главы и упоминания первого полёта на Марс в 1970 году из авторского текста романа «Космический кадет». Фантастический Марс Хайнлайна конструировался из многих деталей. Например, толчком для создания образа Виллиса стал случай, когда Вирджиния при уборке включила диктофон своего мужа: «…кхеканье, хмыканье, шорохи, скрипы, потоки сознания, сопение и просто болтовня человека, который разговаривает сам с собой, уверенный, что его никто не слышит». Сюжеты в школе, где администрация манипулирует с телефонными звонками учеников, навеяны житейской ситуацией: многие годы у Хайнлайна не было телефона (что порождало объёмную переписку), а далее он был подключён к общей линии с соседями. То, что Джим и Фрэнк используют коньки для передвижения по марсианским каналам, было навеяно увлечением Вирджинии Хайнлайн фигурным катанием (это также отразилось в рассказе для девочек «Бедный папочка»). То, что школьники обладают личным оружием, также восходило к личному опыту и жизненной философии Хайнлайна. Старший брат Ларри был инструктором по автоматам Томпсона в ФБР и обучал Роберта около 1920—1921 годов, на учебных курсах Хайнлайн также обучался стрельбе из винтовки, а после поступления в военно-морскую академию осваивал оружие на профессиональном уровне и проводил занятия с начинающими. В уста доктору Макрею вложены собственные слова Хайнлайна о связи обладания личным оружием с уровнем свобод в обществе. Именно в «Красной планете» была впервые озвучена повторявшаяся в творчестве писателя тема следования за Фронтиром. Фронтир при этом определялся как гармоническое общество, в котором «сбалансированы комфорт и дикость, свобода и ответственность».
В существовании разумной жизни на Марсе Хайнлайн не сомневался в течение долгих лет, однако его художественная задача требовала, чтобы марсиане играли роль максимально размытого фона, оттеняющего главные события. Уклад марсиан подан намёками, как нечто несводимое к человеческим установкам, «гибрид Хаггарда с Лавкрафтом». При этом марсиане-земляне (включая школьников) и марсиане-аборигены демонстрируют толерантность по отношению к другим расам. Первым помогает полученное воспитание, вторым — вековая мудрость. «Мистические» подробности жизни на Марсе, введённые в финальной главе, впоследствии были полностью использованы в романе «Чужак в чужой стране». В этом плане «Красную планету» можно считать прелюдией к нему. С. В. Голд считал, что к моменту написания «Красной планеты» Хайнлайн отошёл от сериальности, а тщательная проработка фона оставалась своего рода рудиментом, которым он не пользовался. Это стало особенностью его индивидуального стиля.

### Марс, марсиане и люди
Фантастовед Джон Слассер отмечал, что образ Марса в творчестве Хайнлайна отличался большим постоянством; в его ювенильных романах, а затем и в «Чужаке в чужой стране», марсиане — древняя цивилизация, превосходящая по множеству параметров земную, но впавшая в стагнацию и более не жизнеспособная. Марсиане терпят присутствие людей на своей планете, но, скорее, по инерции; когда человеческая глупость и жадность достигает известных пределов, марсиане оказываются весьма активными и способными на решительные действия. Историк, антрополог и литературовед Леон Стовер утверждал, что изображённый в «Красной планете» Марс явно генетически связан с картинами Барсума Эдгара Берроуза: и тот, и другой основаны на «ложной астрономии» Персиваля Лоуэлла. Однако жизненность образов вымышленных марсиан не уступит селенитам «Первых людей на Луне» Уэллса, и в обоих случаях суждения обитателей Луны и Марса о землянах не стали менее весомыми после посадки «Аполлона» или «Викинга». Эксплуатацию Марса землянами Хайнлайн выстраивал по лекалам деятельности Британской Ост-Индской компании.
Джек Уильямсон подчёркивал важность марсианских описаний в структуре жанра романа воспитания, к которому относится и «Красная планета». С его точки зрения, самым значительным вкладом Хайнлайна в литературу явилась дюжина написанных им для «Скрибнера» ювенилий. Именно в романе о Марсе Хайнлайн отыскал собственную «золотую жилу» в детской литературе. Роман воспитания строится вокруг личностного роста героя, вызывающего внутренний и внешний конфликты, вдобавок, развитие героя предполагает изживание им в себе животных черт и замену их на высшие человеческие. Внешний конфликт в романе выстроен вокруг эгоистичных землян-бюрократов, которые равно эксплуатируют свободолюбивых поселенцев и аборигенов — в высшей степени вежливых и доброжелательных разумных существ. Особняком стоит «совершенно восхитительный» и «реальный» облик марсианской нимфы, названной людьми Виллисом. В поэтике научной фантастики роботы и инопланетяне представляют интерес только тогда, когда выступают как символы человеческих черт и чувств. Марсиане у Хайнлайна — важная составляющая символической структуры его поэтики. В «Красной планете» её обитатели чаще выступают как нейтрально-доброжелательная сила и наставники главных героев. Марсиане — представители очень древней, почти вечной цивилизации, опутанной невероятным числом обычаев и традиций, хранителями которых выступают бестелесные Старики, преодолевшие границы жизни и смерти. Хотя жанровый шаблон и приключенческий сюжет не предполагают большого пространства для демонстрации личностного роста Джима и его приятеля (в буквальном смысле несколько дней), но в романе его герои проходят испытания на смелость, терпимость и альтруизм. Земным наставником главных героев и «рупором» идей Хайнлайна о воспитании молодого поколения выступает пожилой «добросердечный брюзга» доктор Макрей, в котором, несомненно, отразились воспоминания о дедушке писателя — докторе Лайле. Взросление в условиях фронтира описывается простой формулой: мужчина — тот, кто в состоянии отстоять свои права с оружием в руках, и взрослой женщиной считается та, кто в состоянии вести дом и ухаживать за детьми. Как и всегда у Хайлайна, статус персонажей определяется их компетентностью, поэтому младшая сестра Джима Филлис, не сумевшая в разгар кризиса присмотреть за Виллисом, удостоилась пренебрежения со стороны брата.
Творческий метод Хайнлайна предполагал разработку социальных, экономических и физических условий фантастического мира, а затем в этом пространстве намечался сюжет, который мог бы органично разворачиваться именно в этих условиях. По А. Паншину, «фантастический мир сложнее сконструировать, чем сюжет», тем более что фантастический мир предоставляет прочный фундамент для самых разных ситуаций и персонажей. Описывая Марс, Хайнлайн использовал карты «каналов» Персиваля Лоуэлла, одна из которых воспроизводилась в нахзаце первоиздания 1949 года. Наличие на Марсе разрежённой атмосферы и воды позволяло существовать на планете людям, но сезонные температурные колебания намного жёстче, что и заставило предположить сезонные миграции колонистов-людей. Чтобы избежать стоградусных морозов по Цельсию, караваны колонистов на ледовых скутерах и санях перебираются из Северного полушария в Южное или обратно каждую половину марсианского года. От суточных перепадов температуры и чрезмерной сухости воздуха спасают пластиковые комбинезоны и дыхательные маски с водой. Колонисты доставлены на Марс кораблями монопольной земной компании, с которой у них подписаны контракты. Большинство людей занимаются реализацией атмосферного проекта — извлечения из марсианских песков кислорода с целью обогащения атмосферы и доведения её до земных параметров. Всё перечисленное предшествовало разработке сюжетных коллизий, которая складывается из двух параллельных и взаимосвязанных линий. Во-первых, это конфликт колонистов с земной администрацией, которая не имеет представления о реальных условиях на Марсе, и представители которой попросту наживаются, не беспокоясь о будущем начатых проектов. Таким образом, невежество и алчность ставят под угрозу жизни множества людей, если будет остановлена сезонная миграция, что и является первопричиной революции. Во-вторых, колонисты, хотя и находятся на Марсе уже полвека, но всё ещё не способны постигнуть тайны аборигенов.
В тексте «Красной планеты» упоминаются имена колонистов, которые мы можем интерпретировать как американские — английского (Марло), ирландского (Келли), шотландского (Макрей) и немецкого (Стьюбен) происхождения, единожды упоминается некто Монтес, а также «эскимосы», приглядывающие за поселениями зимой. Описаний внешности у людей нет вообще (за исключением отдельных характеристик, наподобие склонности директора Хоу к апоплексии), в отличие от марсиан, когда наружность и повадки Виллиса или великана Гекко представлены зримо. Образы людей читатели должны выстраивать для себя сами.

### Мотивы и тематика
Алексей Паншин отмечал, что «Красная планета» — третий из опубликованных романов Хайнлайна — демонстрировала быстрый прогресс своего автора. При этом следует учитывать, что это текст, выполненный в жанре «книга для мальчиков», то есть автор вынужден был учитывать многие условности, которые не связывали его в прозе для взрослых читателей или смягчались в категории young adult. По мнению Паншина, сюжет в «Красной планете» плотнее, интрига более закручена, и в целом произведение намного оригинальнее, чем «Ракетный корабль Галилей» или «Космический кадет», оно менее остальных устарело спустя двадцать лет после публикации. Основа сюжета и фантастический мир вполне удовлетворяют запросам взрослой аудитории, и о жанре напоминает только то, что революционная ситуация и особенности культуры марсиан даны строго в восприятии главных героев-подростков. Именно незамутнённый взор подростка позволил взрослым осознать, что марсиане — гораздо более сложные существа, чем можно было предположить до сих пор. Слабо стыкуется с подростковой литературой и элемент мистицизма, вообще свойственный Хайнлайну, хотя в чистом виде фэнтезийных и мистических произведений у него менее десятка. В «Красной планете» мистический элемент вводится в буквальном смысле на последних страницах романа, ограничиваясь вопросом являются ли марсианские Старики призраками или более сложной формой бестелесного существования. Данный вопрос во всей полноте был представлен только в «Чужаке в чужой стране» через двенадцать лет. В известном смысле проблема марсианских призраков связана с постоянным мотивом поиска бессмертия или, по крайней мере, отложенной смерти в творчестве Хайнлайна, но в «Красной планете» и в «Чужаке…» она занимает периферийное положение в повествовании. В целом Алексей Паншин отмечал известное сходство творческого метода и писательского темперамента Хайнлайна и Киплинга.
Автор «Компаньона читателя Хайнлайна» Дж. Гиффорд соглашался с тем, что в своём третьем романе писатель позволил героям — Джиму Марло и Фрэнку Томасу — осознать, что «правила, установленные кем-то, иногда можно и обойти». Критики Томас Клэресон и Джо Сэндерс отмечали высокую степень интегрированности всех жанровых и стилевых маркеров в повествовании: роман написан уверенной рукой и притом лишён высокого пафоса (в отличие от «Ракетного корабля Галилей» и «Космического кадета»).
По мнению британского литературоведа Фары Мендлезон, ювенильные произведения Хайнлайна содержат несколько ключевых для всего его творчества мотивов, включая обязательность разрыва с родительской опекой как важного шага во взрослую жизнь, и переноса лояльности с семьи на общественные институты и товарищей. Описанная в «Красной планете» академия Лоуэлла формирует сплочённость будущих колонистов, которые будут работать далеко друг от друга на неосвоенной планете. Иными словами, для нормального функционирования здорового общества должны поддерживаться как прочные вертикальные связи — прежде всего, через институт ученичества, так и крепиться горизонтальные связи общественной лояльности. В известном смысле общество будущего подобно творению ткача, которое создаётся переплетением нитей основы и утка́. «В таком обществе даже положение простой нити весьма почётно». Поскольку персонажи в романах Хайнлайна конструировались по уровням компетентности, их главной функцией становится приобретение знаний. Также Ф. Мендлезон отмечала, что «Красная планета» — первое в творчестве Хайнлайна произведение о революции, многие мотивы которого были развиты в романе «Луна — суровая хозяйка», хотя эти книги очень отличаются друг от друга. Описание социума фронтира на Марсе пронизано сотрудничеством. Хотя на всю планету существует единственная школа, принадлежащая Компании, в ней культивируется дух общественной идентичности: «те, с кем вы ходите в школу, скорее всего, будут вашими друзьями на всю жизнь». В результате Компании не удаётся изолировать детей от их родителей и посеять разобщённость; сопротивление создаётся в силу связей между индивидуумами. Монопольная Компания является наибольшей угрозой именно на фронтире, где, как нигде более, силён дух независимости, что противоречит планам монополиста, который имеет возможность манипулировать поставками топлива, техники и прочих жизненно необходимых благ. Впрочем, в детском произведении Хайнлайн обошёл ряд серьёзных вопросов стороной. Вдобавок, в этом романе революция является войной за независимость от некомпетентного внешнего контроля, и революционную ситуацию создаёт сама Компания, в буквальном смысле подталкивая своих сотрудников к активным действиям. Как отмечала Ф. Мендлезон, Хайлайн в своей книге, скорее, описал ситуацию, как не надо «раскачивать лодку».
Все сентенции о владении оружием и правах, которое оно даёт, в романе принадлежат доктору Макрею. Как отмечали Ф. Мендлезон и Дж. Гиффорд, Макрей оказался своего рода «предшественником Лазаруса Лонга», который стремится на фронтир, чтобы опередить наступающую ему на пятки цивилизацию с её бюрократией и запретами. В целом заявления Макрея раздражают критиков XXI века, ибо высокотехнологичный фронтир явно требует от своих граждан бо́льшего, чем Дикий Запад XIX столетия. В несокращённой версии романа выясняется, что Хайнлайн, требуя права на всеобщее вооружение, даже не пытался заявлять, что все без исключения люди смогут жить в таком обществе. Тот же Джим — главный герой — во всех сценах с оружием выступает как безответственный и импульсивный тринадцатилетний подросток, что Ф. Мендлезон считает большой творческой удачей писателя (Джим наивен и обуреваем «влажными мечтами», как все тринадцатилетние мальчишки). Более того, требование директора Хоу о разоружении вполне обосновано: «невозможно рассматривать как тиранию требование убираться в своей комнате; равно как оружие нужно вне стен школы, а не внутри неё». Практически все сцены с оружием являются избыточными с точки зрения сюжета: успешное сопротивление колонистов является несотрудничеством, а не перестрелкой, никто даже не попытался направить ствол на преследователей или охрану, даже в ситуации самообороны. При захвате школы мигрирующими поселенцами один из лидеров группы — Келли — не пропустил на территорию полицейского Компании, и только Макрей настаивал, что его можно было застрелить и в спину. Огонь открыли именно сотрудники Компании, застрелив двух колонистов, которые хотели сдаться. Как отмечала Ф. Мендлезон, на протяжении почти всей книги любая ситуация, подразумевающая обнажение оружия, подана как сугубо неправильная. В финале романа оружие бесполезно против интеллектуальной игры на противоречиях внутри Компании и всемогущества марсиан, способных попросту удалить любого злодея из нашего пространства и времени. Страсть людей к оружию не пугает и не беспокоит марсиан, а союз с людьми их заставила заключить приязнь между детьми двух рас — Джимом и Виллисом.

## Критическое восприятие

### До 1990 года
Писатель и критик Питер Миллер в рецензии Astounding Science Fiction выделял Хайнлайна как писателя, который в одиночку «приобщает новое поколение молодых американцев к традициям хорошей современной научной фантастики». Роман выделяется «правдоподобием, вниманием к деталям, которое хорошо известно взрослым читателям Хайнлайна…» При этом роман выдержан в традициях Жюля Верна, проясняя подоплёку самых экзотических фантастических сущностей, но разъяснения нигде не затянуты, а сюжет развивается самым естественным образом. «Красная планета» рекомендовалась как юным читателям (более юным, чем адресаты «Космического кадета»), так и взрослым поклонникам фантастики. То, что эту историю опубликовало издательство, специализирующееся на литературе для юношества, «свидетельствует о степени зрелости научной фантастики в наше время». Английский критик и писатель Джон Эйкен в сводном обзоре произведений Хайнлайна, опубликованных к 1950 году, прочил писателю большое будущее, в том числе из-за фильма «Место назначения — Луна». Роман «Красная планета» назван достойным продолжением ряда ювенильных произведений, даже превосходя по качеству «Космического кадета». Эйкен отметил, что фантастический мир романа о Марсе очень хорошо сочетается с историей будущего Хайнлайна, а по качеству превосходит, по крайней мере, девять десятых фантастических текстов, предназначенных для взрослых читателей. Подзаголовок ориентирует потенциальную аудиторию, что героями являются два подростка, вступивших в борьбу с приспешником земной колониальной администрации — чрезмерно властолюбивым директором школы. Ключом к успеху марсианской революции становится марсианский любимец одного из мальчиков, которого он легкомысленно считает «полудругом-полуживотным», но в итоге Виллис, обладающий необычайными способностями, приводит к контакту с древней и всё ещё очень могущественной цивилизацией аборигенов Марса.
Активист фэндома и изобретатель термина «научная фантастика» Форест Акерман (под псевдонимом Уивер Райт) в центр своего обзора поставил образ Виллиса — условно разумного марсианина, своего рода «живого магнитофона», который признан большой творческой удачей. Роман может быть рекомендован любителям фантастики всех возрастов, несмотря на стандартный сюжет, «изюминка» которого заключается во множестве нестандартных деталей. Особенно примечательны марсиане, которые описаны как в буквальном смысле существа не от мира сего. В рецензии Kirkus Reviews роман назван «увлекательным» и признан захватывающим для целевой аудитории, ибо повествование «написано опытной рукой», а сюжет «крепко сколочен». В 1950—1970-е годы «Красную планету» неизменно помещали в рекомендательные списки для школьных и детских библиотек США и Канады. В одном из канадских рекомендательных бюллетеней «Красная планета» оказалась рядом со «Стариком и морем» Хемингуэя, характеризуясь как «повествование о типичных проблемах пионеров-первопроходцев».
Переиздание Виктора Голланца 1963 года рецензировалось обозревателем Британской ассоциации научной фантастики Л. Флудом. Он напоминал, что роман появился ещё до «Небесного фермера», и был третьим в ряду произведений Хайнлайна для юношества; предшествующие произведения издателем были проигнорированы. Приключенческий сюжет назван «капитальным»; повторяется определение марсианина Виллиса как «живого магнитофона». Джеральд Бишоп, рецензируя «скрибнеровские» романы Хайнлайна в журнале той же ассоциации «Вектор», характеризовал писателя как «короля фантастики для юных», при этом его тексты предназначены для «умных детей в возрасте от 11 до 111 лет» и послужат лучшим средством приобщить читателя к научной фантастике. Впрочем, «Красную планету» он особо не выделял. Обозревая романы Хайнлайна для юношества, Джек Уильямсон охарактеризовал «Красную планету» как первый настоящий успех писателя в данном жанре, отметив, что «Хайнлайн отыскал верное направление… Мир Марса выстроен логично и изобилует убедительными деталями, а персонажи привлекательны и действуют естественно». Впрочем, уже в 1980-е годы отношение стало меняться. В словаре классических произведений детской литературы, изданных в 1859—1959 годах, авторства Алетеи Хельбиг и Агнес Перкинс (1985) отмечено, что роман сильно устарел как в отношении научных представлений о Марсе, так и из-за изменившихся общественных отношений. Женщины показаны как «глупые наседки, способные готовить, но непригодные для политики», все персонажи шаблонные, впрочем, это компенсируется острым сюжетом и стремительностью действия, а «персонажи-марсиане исполнены гениально».

### Отзывы на восстановленное издание
Выход издания 1990 года с восстановленными цензурными купюрами вызвал отзыв Хелен Макнаб. Рецензент констатировала, что читательские вкусы с 1949 года чрезвычайно изменились. С позиции феминистки «Красная планета» — один из худших текстов Хайнлайна, в котором «женщины XXI века покорно убираются и готовят» в колонии на другой планете. Не понравился Х. Макнаб и главный герой Джим, чьи капризы и «стопроцентная американскость» несколько умеряются обаянием столь же юного марсианина Виллиса. Родители Джима описаны как «туповатые, но благонамеренные», присутствует также грубоватый закоренелый холостяк-доктор, несколько совсем отвратительных взрослых землян и парочка «превосходных» взрослых марсиан. Крайне непонятной является причина восстания Джима и его школьных приятелей, которые сражаются за «жизнь, свободу и стремление к …чему-то (возможно, американскому образу жизни? Уж точно не марсианскому образу жизни)». Как произведение детской литературы роман полон клише, стереотипов и шаблонных персонажей. Только талант Хайнлайна и мог сделать типичный сюжет о «ковбоях в космосе» сколько-нибудь пригодным для чтения, но книга явно не заслуживает переиздания.
Часть обозревателей и книжных блогеров XXI века подходят к роману с ностальгических позиций, впервые прочитав его в возрасте двенадцати или тринадцати лет. Активист фэндома Дж. Уоллес Харрис отмечал, что, несмотря на любое количество недостатков, «скрибнеровские» романы, и всё, что было написано Хайнлайном до 1969 года, превосходит написанное им впоследствии. В 1950-е годы Роберт Хайнлайн «был Битлз научной фантастики», а «Красная планета» неизменно пользуется спросом, написана лёгким стилем и до сих пор передаёт «ощущение чуда от деяний людей, колонизирующих Марс». Марк Йон (SFF World) в рецензии на издание романа 2008 года в составе полного собрания сочинений Хайнлайна, также вспоминал, что «Красная планета», когда-то прочитанная в школьной библиотеке, была одной из любимых книг отрочества. Тем не менее при перечитывании оказывается, что простое жанровое повествование таит множество сложных деталей: «древние марсианские расы, социальная революция и люди — интриганы и манипуляторы». Главный герой — подросток, которому предстоит стать мужчиной, пройдя инициацию в обстановке марсианского фронтира, отсюда и подзаголовок оригинального издания. Образ Марса и его обитателей оказывается ближе «Марсианским хроникам» Брэдбери, а не Джону Картеру и Барсуму Берроуза. Перечитывая роман спустя сорок лет, М. Йон отмечал, что в этом детском произведении содержится множество мотивов, характерных для зрелого Хайнлайна, более того, на страницах «Красной планеты» появляется Филлис, младшая сестра Джима, которая несомненно относится к числу типичных хайнлайновских героинь. Доктор Макрей в версии по оригинальной рукописи гораздо больше напоминает Джубала Харшоу из «Чужака в чужой стране». В целом, именно «Красную планету» можно считать началом «типичного Хайнлайна» — это был всего лишь третий его опубликованный роман. С позиции взрослого книга оказалась «гораздо менее бесхитростной и более развлекательной» и всё ещё притягивает читателя.
Переводчик и исследователь творчества Хайнлайна С. В. Голд в 2018 году утверждал:

По непонятному стечению обстоятельств эта вещь — одна из моих любимых в творчестве Роберта Хайнлайна. Да, я знаю, что она простовата, что рассчитана на подростков лет двенадцати, что в логике событий зияют дыры, образы шаблонны, а концовка предсказуема. Всё так, но почему-то каждый раз, открыв книгу и пробежав глазами пару строчек, я полностью выпадаю из окружающего мира и прихожу в себя, только уткнувшись в конец главы. Видимо, в момент чтения срабатывают запрятанные в тексте психотропные коды, и я внезапно превращаюсь в двенадцатилетнего подростка? Почти семьдесят лет прошло с того момента, как автор поставил в этой книге последнюю точку, но магия текста всё ещё действует.

## Издания
Несмотря на то, что Хайнлайн после переделки невзлюбил собственную книгу, «Красная планета» удостоилась позитивных рецензий, а судя по читательским письмам, роман пользовался успехом и у мальчиков, и у девочек. Книга упоминалась в справочнике детских книг — бестселлеров 1973 года (в числе 928 книг на английском языке, распроданных в количестве более 100 000 экземпляров с момента издания). Роман быстро оказался переведён на французский, норвежский, немецкий, японский, испанский и итальянский языки. До 1975 года «Красная планета» печаталась только в твёрдом переплёте, далее последовали массовые издания. Переписка Р. Хайнлайна с Э. Далглиш была опубликована в 1989 году в сборнике «Ворчание из могилы», предав гласности издательские перипетии, а также предоставив материалы для исследователей, которые и ранее высказывали предположения, что фантастический мир «Красной планеты» такой же, как в написанном двенадцать лет спустя романе «Чужак в чужой стране». Издательство Del Rey Book в 1990 году напечатало текст по полной авторской рукописи, биограф Хайнлайна Уильям Паттерсон называл этот вариант «более живым», демонстрирующим «подлинный гнусавый тон прозы Хайнлайна». На русском языке в 1992—1994 годах вышло три разных перевода, из которых чаще всего переиздавался перевод Н. Виленской. Именно этот вариант С. В. Голд считал наиболее удачным; все переводы на русский язык выполнялись с цензурированного варианта.
- Heinlein R. A. Red Planet : A Colonial Boy on Mars / Illustrated by Clifford N. Geary. — New York : Charles Scribner's Sons, 1949. — 211 p.
- Heinlein R. A. Red Planet / Cover art by Barclay Snaw. — First Revised Edition. — New York : A Del Rey Book; Ballantine Books, 1990. — ix, 196 p. — ISBN 0-345-34039-6.
- Heinlein R. A. Red Planet / Introduction by William H. Patterson, Jr.; Designed by Stephanie Huntwork. — New York : Del Rey Books Trade Paperback Edition, 2006. — xiii, 240 p. — На страницах 231—237 факсимильное воспроизведение авторской машинописи с цензурной правкой. — ISBN 0-345-49318-4.
- Хайнлайн Р. Красная планета: роман / Пер. с англ. Н. Виленской. — Рига : Полярис, 1994. — С. 5—194. — 479 с. — (Миры Роберта Хайнлайна. Кн. 7). — 30 000 экз. — ISBN 5-88132-043-3.
- Хайнлайн Р. Э. Красная планета; Звёздный зверь : [романы] / Перевод с английского Натальи Виленской, Михаила Пчелинцева. — Санкт-Петербург: Азбука, 2018. — 508 с. — (Звезды мировой фантастики). — 3000 экз. — ISBN 978-5-389-14090-5.
- Хайнлайн Р. Ворчание из могилы / Под ред. Вирджинии Хайнлайн; Пер. с англ. С. В. Голда. — М. : Эксмо, 2021. — 480 с. — ISBN 978-5-04-122890-3.